# ليونيد جايداي
ليونيد يوفيتش غايداي (بالروسية: Леонид Иович Гайдай)(30 يناير 1923- 19 نوفمبر 1993) مخرج روسي تمتع بشعبية هائلة. حطمت أفلامه سجلات الحضور في المسرح وكانت من أكثر أقراص الدي في دي مبيعًا في روسيا. وقد وُصف بأنه «ملك الكوميديا السوفيتية» وواحد من أهم المخرجين في روسيا وفي السينما خصوصاُ في الكوميديا.

## النشأة
ولد غايداي في 30 يناير 1923 في سفوبودني، أوبلاست أمور. جاء والده إيوف إيسيدوروفيتش غايداي من عائلة أوكرانية من الأقنان في محافظة بولتافا. وفي سن الثانية والعشرين، حُكم عليه بعدة سنوات من كاتورغا بسبب نشاطه الثوري وأرسل إلى الشرق الأقصى للعمل في السكك الحديدية. كان ليونيد الطفل الثالث في الأسرة. كان شقيقه الأكبر ألكسندر شاعرًا ومراسلًا حربيًا. شارك ليونيد في الأعمال الدرامية للهواة منذ صغره. تخرج من المدرسة في 20 أغسطس 1941.
في فبراير 1942، التحق بالجيش الأحمر. خدم أولاً في منغوليا، ثم أنهى دورات الرقيب، وأصبح قائد فرقة. وعمل في المخابرات العسكرية. في 20 ديسمبر 1942، مُنح غايداي وسام «استحقاق المعركة» لقتله ثلاثة جنود نازيين واحتجاز رهائن خلال معركة قرية ينكينو.  في 20 مارس 1943، أصيب بجروح بالغة بعد أن داس على لغم أرضي. أمضى تسعة أشهر في المستشفيات العسكرية. في يناير 1944، أُعيد إلى منزله باعتباره معاقًا بسبب الحرب.  في عام 1945، انضم إلى الحزب الشيوعي.
درس غايداي في مدرسة استوديو مسرح الدراما في منطقة إيركوتسك، وبعد تخرجه في عام 1947 عمل في الإنتاج المسرحي. التحق بعد ذلك بمعهد موسكو للتصوير السينمائي، ورشة عمل غريغوري أليكساندروف، وأكمل دراسته في عام 1955.  تزوج من الممثلة نينا جريبيشكوفا، التي لعبت أدوارًا ثانوية في أفلامه المستقبلية. عمل في البداية كمساعد للمخرج بوريس بارنت في فيلم ليانا عام 1955، قبل أن يخرج أول أفلامه الخاصة في عام 1956 (الدراما التاريخية The Long Path). ووصف وزير الثقافة نيكولاي ميخائيلوف فيلمه الكوميدي قضية الميت بأنه «إهانة للواقع السوفيتي» وقُطع إلى 47 دقيقة من قبل الرقباء نتيجة لذلك، بعد ذلك تجنب الموضوعات السياسية الصريحة.
جاء نجاحه الأول بعد ست سنوات من التخرج، مع جزء من مجموعة الأفلام القصيرة (بجدية (1961)، والتي حظيت بشعبية كبيرة.  في هذا الفيلم، قدم عايداي لأول مرة ثلاثيًا كوميديًا من المحتالين - جورجي فيتسين، ويوري نيكولين، ويفغيني مورغونوف، والذين ظهروا لاحقًا في العديد من أفلامه الأخرى أفلام.  بعد أن حازت شخصياته وأسلوبه في الإخراج على حب الجمهور، اكتسب اسمه قوة بيع هائلة في دور السينما في الاتحاد السوفيتي. أخرج حوالي أربعة عشر فيلم طويل و (ثلاثة قصيرة وكلها مهمة)

## تألق النوع
بين عامي 1961 و 1975، أخرج غايداي عددًا من الأفلام الأكثر مبيعًا، كل منها حقق نجاحًا ماليًا كبيرًا وأصبح يتمتع بشعبية كبيرة في الاتحاد السوفيتي. خلال هذه السنوات، صور مغامرات جديدة للثلاثي المؤذ في المهربون (1961)، وهو فيلم مقتبس عن قصص O. Henry القصيرة، الأعمال بدقة (1962)، عملية Y ومغامرات شوريك الأخرى (1965)، والاختطاف، النمط القوقازي (1966).  بعد انفصاله عن مورغونوف، حل غايداي الثلاثي، بينما كان يلقي نيكولين في أكثر الكوميديا السوفيتية شعبية على الإطلاق، الذراع الماسية (1968).
في 1970s، عمل غايداي في المقام الأول مع الكوميديين من مجموعته الخاصة الاستوديو، والتي تضمنت فيتسين، ليونيد كورافليوف، ميخائيل بوغوفكين، سافيلي كراماروف، ناتاليا سيليزنيوفا، ناتاليا كراتشكوفسكايا، وزوجته نينا غريبيشكوفا. ظهر كل هؤلاء الممثلين في فيلمه المقتبس عن قصص ميخائيل زوشينكو القصيرة، لا يمكن أن يكون! (1975). وصورت أيضا مسرحية كتبها ميخائيل بولغاكوف، إيفان فاسيليفيتش كان: العودة إلى المستقبل (1973)، ILF وبتروف الصورة كراسي اثنا عشر (1971)، نيكولاي غوغول الصورة التخفي من سانت بطرسبرغ (1977)، و استعارة أعواد الثقاب (1980)، قصة للمؤلف الفنلندي مايجو لاسيلا.

## النجاح التجاري
باع فيلم غايداي الأعلى ربحًا الذراع الماسي 76.7 مليون تذكرة في الاتحاد السوفيتي وحده، ليصبح ثالث أعلى فيلم سوفيتي تحقيقًا للأرباح.  بسعر 8 دولارات للتذكرة (السعر المعتاد في دار السينما الأمريكية في 2005)، كان من الممكن أن تدر إيرادات مماثلة لبطل شباك التذاكر الأمريكي تايتانيك . في استطلاع عام 1995 من قبل RTR ، تم التصويت عليه كأفضل كوميديا على الإطلاق.  تبعه عن كثب أفلام غايداي الكوميدية الأخرى - الاختطاف، أسلوب القوقاز (المركز الرابع بعدد 76.5 مليون مشاهد)، عملية Y ومغامرات شوريك الأخرى (المركز السابع مع 69.6 مليون مشاهد) وإيفان فاسيليفيتش: العودة إلى المستقبل(المركز السابع عشر بعدد 60.7 مليون مشاهد).
نظرًا لطبيعة صناعة السينما في اتحاد الجمهوريات الاشتراكية السوفيتية التي تسيطر عليها الدولة، عادت جميع عائدات مبيعات الأفلام إلى خزائن الدولة. ومع ذلك، تلقى غايداي شخصيًا نسبة صغيرة من مبيعات التذاكر كحافز حكومي. لكن هذا لم يدم طويلاً، حيث سرعان ما أصبح واضحًا أنه حتى مع وجود العائلة المالكة الصغيرة المعروضة عليه، فإنه سرعان ما يصبح مليونيرًا سوفيتيًا قانونيًا.

## السنوات اللاحقة
بعد عام 1975، دخل غايداي في فترة تدهور كبير. كان له إلا العمل ملحوظا الآخر مشترك السوفيتية الفنلندية فيلم الاقتراض أعواد الثقاب (الروسية: За спичками ، الفنلندية: Tulitikkuja lainaamassa)، الذي أنجز في عام 1980. وبعد انهيار الاتحاد السوفيتي، أدار سوى المزيد من فيلم واحد، والاستفادة من الأنشطة التجارية المبكرة في البيريسترويكا وبطولة ديمتري خاراتيان. Gaidai لديه حجاب في الأخير، هناك طقس جيد في Deribasovskaya، حيث يلعب دور مقامر عجوز يحاول التغلب على قاطع الطريق بذراع واحد. في الحياة الواقعية، كان Gaidai مدمنًا على القمار. أثبتت هذه أشهر أعماله التي تم تصويرها بعد 1975 لكنها افتقرت إلى نجاح أعماله السابقة. أصبح غايداي فنان الشعب في جمهورية روسيا الاتحادية الاشتراكية السوفيتية في عام 1974، وفنان الشعب في الاتحاد السوفيتي في عام 1989، وتوفي في موسكو يوم الجمعة 19 نوفمبر 1993.  ودفن في مقبرة كونتسيفو.

## نمطه
كوميديا غايداي لديها نمط مرئي جدا من الكوميديا، وذلك باستخدام تبث عبر والفكاهة المادية، مع الحوار الذي تم وصفه بأنه «بليغ، قول مأثور، أو لا معنى لها».  كان بارعًا في الكوميديا سريعة الخطى، وأسلوبه وإيقاعه مشابه إلى حدٍ ما لأسلوب ستانلي كرامر، إنه عالم مجنون، مجنون، مجنون . بينما تصور أفلامه ظاهريًا المثل الاشتراكية، إلا أن هناك عناصر تخريبية وسخرية.  استمر في معاناته من تدخل الرقابة، وقال عن أفلامه «سنستخدم وسائل الهجاء لمحاربة العيوب التي لا تزال تعيق حياة الشعب السوفيتي في بعض الأحيان».

## التقييم
لا يزال غايداي مشهورًا بسلسلة الكوميديا البارزة التي أخرجها بين عامي 1961 و 1975، عندما أصبحت تسعة من الأفلام العشرة التي صنعها كلاسيكيات روسية، حيث باع كل منها ما بين 20 و 76 مليون تذكرة فيلم، وأصبح بطل شباك التذاكر لعدة سنوات متتالية. إنه أقل شهرة خارج الاتحاد السوفيتي السابق، بسبب الطبيعة الخاصة لأعماله الكوميدية، المرتبطة ارتباطًا جوهريًا بالثقافة وأسلوب الحياة السوفيتي - على عكس دوافع شخصيات كرامر «العالم المجنون» التي يسهل فهمها من قبل الجمهور الروسي، الذين يعيشون في العالم المادي للغاية في أواخر الاتحاد السوفيتي. تضمن اعتراف Gaidai الدولي ترشيحًا لأفضل فيلم قصير في مهرجان كان السينمائي لعام 1961 عن الكلب باربوس وصليب غير عادي .  وجائزة الجائزة الكبرى واويل سيلفر دراجون في مهرجان كراكوف السينمائي (بولندا) عام 1965 عن رواية "Déjà vu" في فيلم "Operation Y and Shurik's Other Adventures".

## فيلموجرافيا
| ر  | إسم الفيلم                                  | السنة |
| -- | ------------------------------------------- | ----- |
| 1  | A Weary Road                                | 1956  |
| 2  | A Groom from the Other World                | 1958  |
| 3  | Medor, Le Chien Qui Rapporte Bien (قصير)    | 1961  |
| 4  | Bootleggers (قصير)                          | 1962  |
| 5  | Strictly Business                           | 1963  |
| 6  | Operation Y and Shurik's Other Adventures   | 1965  |
| 7  | Obsession (قصير)                            | 1965  |
| 8  | Kidnapping, Caucasian Style                 | 1967  |
| 9  | The Diamond Arm                             | 1969  |
| 10 | Twelve Chairs                               | 1971  |
| 11 | Ivan Vasilievich: Back to the Future        | 1973  |
| 12 | It Can't Be!                                | 1975  |
| 13 | Incognito from Petersburg                   | 1978  |
| 14 | Borrowing Matchsticks                       | 1980  |
| 15 | Sportloto-82                                | 1982  |
| 16 | Dangerous for Your Life!                    | 1985  |
| 17 | Private Detective, or Operation Cooperation | 1990  |

## وصلات خارجية
ليونيد جايداي على imdb
Islands. Leonid Gaidai documentary on Russia-K, 2002 (in Russian)
أساطير السينما العالمية. فيلم وثائقي ليونيد غايداي عن روسيا- K ، 2011 (بالروسية)